# Antonio García-Bellido
Antonio García-Bellido (Madrid, 30 aprile 1936) è un biologo spagnolo.

## Biografia
Nasce il 30 aprile 1936 a Madrid. Figlio dello storico e archeologo Antonio Garcia y Bellido e nipote del filologo Vicente García de Diego. Interessato alla storia, letteratura e scienza. Ha studiato scienze biologiche presso l'Università Complutense di Madrid, diplomandosi nel 1958, prendendo anche una borsa di studio, e membro del Consiglio Superiore per la Ricerca Scientifica. Nel 1962 ha conseguito un dottorato in scienze presso l'Università Complutense di Madrid, con la tesi di dottorato: furrowed (fw) de Drosophila melanogaster. Poi, successivamente studiò presso l'Università di Cambridge, Università di Zurigo e presso l'Istituto Caltech.
È membro fondatore e direttore del Centro de Biología Molecular Severo Ochoa, successivamente è stato direttore, per 32 anni, presso l'Instituto de Genética. Era un grande amico di Severo Ochoa, uno dei più importanti genetisti dello sviluppo e differenziazione cellulare. È stato professore presso numerose università e ha fatto centinaia di conferenze in tutto il mondo. Ha diretto 22 tesi di dottorato e ha pubblicato 165 pubblicazioni, tra le quali riviste e libri. Oggi è professore del Consejo Superior de Investigaciones Científicas (CSIC). Vinse nel 2006 il Premio principessa delle Asturie per la scienza e tecnologia.

## Opere
Ha fatto molti contribuiti nel campo della biologia dello sviluppo, nella quale ha scritto molte opere: mosaicos genéticos y mapas blastodérmicos (1968); análisis clonal de sistemas en desarrollo (1968-73); el descubrimiento de los "compartimentos" pubblicato nel 1973 Nella rivista "Nature New Biology, 245: 251-253"; la teoría de los genes selectores (1981); genética de células somáticas (1970-76); transregulación genética y syntagmas en los complejos bithorax y achaete-scute (1973-82); interacciones celulares en morfogénesis (1984- ). Patrón de venación y control de proliferación celular (1989- ). Control genético y celular del tamaño y forma en el ala (1985- ).

## Premi e posizioni accademiche
- Membro della Real Academia de Ciencias Exactas, Físicas y Naturales, Spagna, 1984.
- Membro estero dell'American Academy of Arts and Sciences (USA), 1985.
- Membro straniero della Royal Society di Londra, 1986.
- Membro straniero della National Academy of Sciences, Stati Uniti (Washington), 1987.
- Membro fondatore del 1988 dell'Accademia Europea.
- Membro straniero della Accademia reale delle scienze francese, 1995.
- Membro della Pontificia Accademia delle Scienze, Città del Vaticano 2003.
- Membro dell'Accademia Europea delle Scienze (EAS). Del 2004.

### Presidente
- Presidente onorario della Società Spagnola di Developmental Biology (SEBD).
- Presidente del Consiglio Scientifico del CNRS (Paris), 1989-1993).
- Presidente del V Congresso Internazionale su Cell Biology. Madrid, luglio 1992.
- Eletto Presidente dell'Organizzazione europea di biologia dello sviluppo (EDBO), (1999 - ..).

### Premi
- Premio Principe delle Asturie per la tecnica e la ricerca scientifica (Spagna) 1984
- Premio Leopold Mayer dell'Académie des Sciences di Parigi 1986
- Premio per l'invenzione della Fondazione García Cabrerizo 1989
- Premio Nacional de Investigación Santiago Ramón y Cajal Spagna 1995
- Cattedra "Severo Ochoa" in Biologia 1996
- Premio di Ricerca della Comunità autonoma di Madrid 1998
- Medaglia per i premi di ricerca "Rey Jaime I". Valencia 1998
- Encomienda con il piatto dell'Ordine di Alfonso X il Saggio 2005
- Premio del Messico per la Scienza e la Tecnologia 2006
- Premio Nazionale per la Genetica. Tipo: di base. Premiato dalla Società Spagnola di Genetica (SEG) 2009
- "Lifetime Achievement Award" dalla American Society for Developmental Biology (SBD), 2012

### Società
- Membro eletto del European Molecular Biology Organization (EMBO) 1975.
- Membro eletto del Cell International Research Organization (ICRO), 1978.
- Membro eletto del Consiglio scientifico del EMBO, 1988.
- Membro eletto del Human Genome Organization, (Ginevra, Svizzera), 1989.
- Membro Onorario della Sociedad Española Interdisciplinar de Criobiología. (Oviedo), 1992.
- Membro Onorario della Sociedad Española de Biología Celular. Spagna, 1992.
- Membro del InterAmerican Medical and Health Association. (USA), 1993.
- Membro del Assemblea europea della scienza e della tecnologia. Bruxelles, 1994.
- Membro Onorario della Società Spagnola di Genetica. Spagna, 1995.
- Membro eletto del Neuroscience Institute. USA, 2001.
- Membro Onorario della Sociedad Española de Biología Evolutiva, 2005.
- Membro Onorario della Vavilov Society of Russian Geneticists, 2006.
- Membro del Colegio Libre de Eméritos 2014.

### Consigliere
- La vita Stati e Fiduciario Fondazione della Fondazione Severo Ochoa (UST).
- Direttore Scientifico della Fondazione Ciba (London) (1976-2000).
- Consulente scientifico alieno Inst Biol Cellulare di (CNRS), Roma (1978 - ..).
- Consigliere scientifico presso il Ministero dell'Istruzione e della Scienza di Francia (1989-1992).
- Patrono della Student Residence CSIC (1990- ..).
- Membro del Comitato esecutivo della Conchita Rabago Fondazione Jimenez Diaz.
- Consulente scientifico Jacques Monod Institute. Università di Parigi (1991-1993).
- Consulente scientifico World Institute of Science (Belgio, Bruxelles), (1991 - ..).
- Consulente scientifico del Fondazione Juan March (1992-1996).
- Consulente scientifico Advisor Centro Andaluso di Biologia dello sviluppo (CABD) (2003- ..).

### Conferenze
- Jenkison Lecturer (Univ. Oxford, U.K), 1981.
- FEBS Lecturer, 1984.
- Docente (Univ. Calif. Irvine), 1985.
- Lettura Jesup (Columbia University), 1987.
- Lezione "Novoa Santos" del Univ. di Santiago di Compostela (Spagna), 1988.
- 12° lettura di Adriano Buzzati-Traverso, (Pavia, Italia), 2011.

## Dottore Honoris causa
- Dottore Honoris causa dalla Accademia delle Scienze dell'URSS. (Moscow), 1990.
- Dottore Honoris causa dall'Università de La Coruña, 1996 discorso inaugurale: "alleli o geni"
- Dottore Honoris causa dall'Università di Barcellona, 1996 discorso inaugurale: "complessità e la diversità nel mondo organico."
- Dottore Honoris causa dall'Università di Oviedo, 1997 discorso inaugurale: "I cambiamenti di prospettiva in biologia dello sviluppo"
- Dottore Honoris causa dall'Università di Salamanca 1998 discorso inaugurale: "I dualismi in Biologia"
- Dottore Honoris causa dall'Università Miguel Hernandez di Elche, Alicante 2001 discorso inaugurale: "Capire la biologia".
- Dottore Honoris causa dall'Università di Malaga, 2015. discorso inaugurale: "Determinismo o contingenza in biologia".

## Opere

### Pubblicazioni rilevanti
- García-Bellido, A. (1966). "Pattern reconstruction by dissociated Imaginal Disk cells of Drosophila melanogaster". Developmental Biology, 14: 278-306.
- García-Bellido, A. and Merriam, J.R. (1969). "Cell lineage of the Imaginal Discs in Drosophila Gynandromorphs". Journal Experimental Zoology., 170: 61-76.
- García-Bellido, A. and Merriam, J.R. (1971). "Parameters of the Wing Imaginal Disc Development of Drosophila melanogaster". Developmental Biology., 24: 61-87.
- García-Bellido, A. and Santamaría, P. (1972). "Developmental analysis of the wing disc in the mutant engrailed of Drosophila melanogaster". Genetics 72: 87-104.
- García-Bellido, A., Ripoll, P. and Morata, G. (1973). "Developmental compartmentalization of the wing disk of Drosophila". Nature New Biology, 245: 251-253.
- García-Bellido, A. (1975). "Genetic control of wing disc development in Drosophila". Cell Patterning. Ciba Foundation Symposium 29, pp. 161–182. Elsevier, Amsterdam.
- García-Bellido, A. (1979). "Genetic analysis of the achaete-scute system of Drosophila melanogaster". Genetics, 91:491-520.
- Botas, J., Moscoso del Prado, J. and García-Bellido, A. (1982). "Gene-dose titration analysis in the search of trans-regulatory genes in Drosophila". The EMBO Journal, 1: 307-310.
- García-Bellido, A. and de Celis, J.F. (1992). "Developmental Genetics of the venation pattern of Drosophila". Annual Review Genetic, 26:275-302
- Baonza, A. and García-Bellido, A. (2000). "Notch signaling directly controls cell proliferation in the Drosophila wing disc".Proceedings of the National Academy of Sciences. 97: 2609-2614. (El gen Notch codifica para un receptor de señales intercelulares para la diferenciación celular. En este trabajo se descubre su papel sobre proliferación.)
- Baena-López, L.A., Baonza, A. and García-Bellido, A. (2005). "The Orientation of Cell Divisions Determines the Shape of Drosophila Organs".Current Biology. 15: 1640-1644.
- Baena-López, L.A. and García-Bellido, A. (2006). "Control of growth and positional information by the graded vestigial expression pattern in the wing of Drosophila melanogaster".Proceedings of the National Academy of Sciences. 103: 13734-13739.